# Delito urbanístico
Un delito contra la legislación urbanística o contra la ordenación del territorio, conocido comúnmente como delito urbanístico es aquel delito cometido en contra del derecho urbanístico, el planeamiento urbanístico o el ordenamiento territorial. Incluye conductas como la construcción de edificios en zonas prohibidas, la construcción sin licencia o la parcelación urbanística en suelo no urbanizable. En ocasiones conlleva aparejado un delito contra el medio ambiente.
En España, la norma que tipifica los delitos urbanísticos es el Título XVI del código penal.